# Frederick Corder
Frederick Corder (Londra, 26 gennaio 1852 – Londra, 21 agosto 1932) è stato un musicista, compositore e musicologo britannico.

## Biografia
Frederick Corder nacque a Hackney (Londra) da Micah Corder e sua moglie Charlotte Hill. Fece i primi studi nella Blackheath Proprietary School e iniziò assai presto a prendere lezioni di musica, in particolare di pianoforte. In seguito studiò con Henry Gadsby e quindi si accostò allo studio dell'armonia con Claude Couldery.
Proseguì poi gli studi presso la Royal Academy of Music, dove fu allievo di George Alexander Macfarren (armonia e composizione), William Cusins (pianoforte) e William Watson (violino).
Nel 1875 vinse una borsa di studio "Mendelssohn", che gli permise di continuare i suoi studi all'estero per quattro anni. Utilizzò i prime tre al Conservatorio di Colonia, dove studiò composizione con Ferdinand Hiller (1811-1885) e pianoforte con Isidor Seiss. L'ultimo anno lo passò a Milano, senza impegnarsi in studi specifici. Frequentò il mondo musicale italiano e conobbe Arrigo Boito e Giuseppe Verdi. Tornato in Inghilterra nel 1879, fu nominato direttore d'orchestra presso il Brighton Aquarium.

Nell'agosto del 1884, per un solo mese sostituì William Robinson come direttore musicale della "D'Oyly Carte Opera Company", andando in tournée con le opere  Patience e Iolanthe di Gilbert e Sullivan.
Corder divenne professore di composizione alla Royal Academy of Music di Londra, e, nel 1889, Curatore dell'Accademia. Fra i suoi allievi vi furono dei validi compositori britannici, come Granville Bantock, Arnold Bax, York Bowen, Alan Bush, Eric Coates, Benjamin Dale e Joseph Holbrooke, ed anche suo figlio Paul.
 
Fra le altre attività Frederick Corder co-fondò nel 1905 la "Society of British Composers" diventandone il primo presidente.
La sua attività di musicologo e di docente è stata certamente importante, ed è testimoniata da numerosi saggi di teoria musicale, dalla redazione di diverse Voci del Grove Dictionary of Music and Musicians e da un gran numero di lezioni e conferenze che egli tenne sui compositori francesi a lui contemporanei, su Franz Liszt e su Wagner. 

Per quest'ultimo Corder nutrì ben presto una particolare passione e tradusse in inglese il testo delle opere L'anello del Nibelungo, I maestri cantori di Norimberga, Rienzi e Parsifal.
Corder sposò Henrietta Walford, figlia di Henry Walford, il 25 settembre 1876. Da questa unione nacquero Dorothea Charlotte (nota come Dolly) il 30 giugno 1878 e morta a più di 90 anni, e Paul, anch'egli musicista, nato il 14 dicembre 1879 e morto il 7 agosto del 1942. La sorella di Corder, Rosa Corder, fu invece pittrice ed amica di Dante Gabriel Rossetti di cui fece il ritratto e del quale seguì lo stile pittorico.
Frederick Corder morì a Londra nel 1932 all'età di 80 anni.

## Composizioni musicali
Segue un elenco parziale delle composizioni:

### Sinfoniche
- 1876 – Evening on the Sea-Shore, idillio, Op.1 (1° esec. St James's Hall, Londra, 25 novembre 1886)
- 1876–79 – In the Black Forest, suite, Op.2 (1° esec. Crystal Palace, Londra, 20 marzo 1880)
- 1882 – Ossian, concerto ouverture, Op.8 (1° esec. Philharmonic Society, Londra, 9 marzo 1882)
- 1882 – Nocturne, Op.9 (1° esec. Brighton Festival, 1882)
- 1885 – Prospero, concerto ouverture, Op.14 (1° esec. Crystal Palace, Londra, 24 ottobre 1885)[9].[10]
- 1886 – The Tempest, scena sinfonica, Op.15
- 1887 – Roumanian Suite, Op.18 (1° esec. Philharmonic Society, London, 19 maggio 1887)
- 1892 – Nordisa, ouverture (1° esec. Crystal Palace, Londra, 17 dicembre 1892)
- 1897 – Pippa Passes, scena drammatica sinfonica, Op.24 (1° esec. Philharmonic Society, Londra, 28 aprile 1898)
- 1908 – In memoriam Victor Harris, Op.28.  Elegia per 24 Violini e Organo
- N.D – Tragic Overture (1° esec. Bournemouth, gennaio 1902)
- N.D – Scene d'Amour (1° esec. Bournemouth, gennaio 1902)

### Corali e vocali
- 1879 – The Triumph of Spring, danza (1° esec. Crystal Palace, Londra, 8 febbraio 1879)
- 1881 – The Cyclops, cantata, Op.6
- 1883 – Dreamland, ode sinfonica per coro e orchestra, Op.10
- 1886 – The Bridal of Triermain, cantata, Op.16 (1° esec. Wolverhampton Festival, 17 settembre 1886)
- 1888 – The Minstrel's Curse, ballata per voce recitante e orchestra, Op.19 (1° esec. Crystal Palace, Londra, 10 marzo 1888)
- 1889 – The Sword of Argantyr, cantata, Op.20 (1° esec. Leeds Festival, 9 ottobre 1889)[11]
- 1893 – Margaret: The Blind Girl of Castel-Cuillé, cantata per voci femminili e pianoforte, Op.21
- 1895 – True Thomas, recitazione musicale , Op.23
- 1902 – The Witch's Song, recitazione musicale , Op.27
- 1912 – Sing unto God, mottetto in cinque parti per voci femminili, organo, arpe, trombe e percussione, Op.29 (1° esec. Royal Academy of Music, Londra, 22 giugno 1912)
- 1922 – A Wreath of a Hundred Roses [The R.A.M. Masque], Sezione 4: Quodlibet (1° esec. Royal Academy of Music, Londra, 17 luglio 1922)

### Operistiche
- 1877–78 – Mort d'Arthur, grand opera, Op.3 (1° esec. Brighton, 1879)
- 1880 – Philomel, opera satirica, Op.4
- 1880 – A Storm in a Teacup, operetta, Op.5 (1° esec. Aquarium, Brighton, 18 febbraio 1882)
- 1883 – The Nabob's Pickle, operetta, Op.12 (1° esec. Aquarium, Great Yarmouth, 9 luglio 1883)
- 1885 – The Noble Savage, operetta, Op.13 (1° esec. Brighton, 3 ottobre 1885)
- 1887 – Nordisa, opera romantica, Op.17 (1° esec. Royal Court Theatre, Liverpool, 26 gennaio 1887)

### Complementari per il teatro
- 1898 – The Termagant, ouverture e musiche di scena, Op.25 (1° esec. His Majesty's Theatre, Londra, 1 settembre 1898)
- 1899 – The Black Tulip, ouverture e musiche di scena, Op.26 (1° esec. Haymarket Theatre, Londra, 21 ottobre 1899)

## Saggi pubblicati
Titoli scelti.
- The Orchestra and how to write for it, 1895. ISBN 978-1-104-50078-8
- Modern Composition, 1909. ISBN 1-140-35011-0
- A History of the Royal Academy of Music from 1822–1922, 1922.
- Ferencz (Franz) Liszt, 1925. ISBN 0-404-12888-2